# Ray Norris
Ray Norris (* 1916 in Saskatoon; † 21. Dezember 1958 in Toronto) war ein kanadischer Jazz- und Unterhaltungsmusiker (Gitarre), der in den 1940er und 1950er Jahren durch Auftritte mit seiner Band im Hörfunk und Fernsehen der CBC bekannt war.
Norris spielte in den 1930er Jahren in Country-Swing-Bands im Radio von Vancouver. 1941 gründete er das Ray Norris Quintet, das ursprünglich in Vancouver ansässig war und stilistisch von Nat King Cole und Raymond Scott beeinflusst war. Dem Quintett gehörten zu Beginn ihrer Karriere auch Fraser MacPherson und Phil Nimmons an. Es hatte bis 1950 bei CBC eine eigene Sendung, Serenade in Rhythm, in der es auch Sängerinnen wie Shirley McDonald und Eleanor Collins begleitete; zuletzt sendete es aus Toronto (wo es zudem 1949 vier leicht boppige Eigenkompositionen aufnahm). Ein von Norris geleitetes Sextett machte 1951 in Vancouver CBC-Radiotranskriptionen. In den 1950er Jahren arbeitete Norris weiterhin in Vancouver für CBC-Hörfunk und -Fernsehen. Wenige Monate vor seinem Tod zog er 1958 mit einer Country-Gruppe, den Rhythm Pals, nach Toronto, wo er auch im dortigen Cellar auftrat. Weiterhin ist er auf Aufnahmen von Ed McCurdy zu hören.